# 朱祐架
雒川康定王朱祐架（1486年—1540年），明朝雒川荣恪王朱见渥的庶长子。

## 生平
弘治四年（1491年）五月赐名。正德十二年（1517年），朱见渥去世。
嘉靖元年（1522年）十月，明世宗御奉天殿傳詔遣太子太傅成國公朱輔等為正使，太常寺寺丞吳大田等為副使，持節冊封朱祐架為雒川王。嘉靖十九年（1540年），朱祐架去世。
朱祐架的嫡长子雒川长子朱厚焀先去世。嘉靖二十二年（1543年）十二月，朱厚焀的嫡长子雒川长孙朱载墝受册袭封雒川王。

## 评价
- 《弇山堂别集》卷073：温良好樂，純行不爽。